# Dogrywka (powieść)
Dogrywka – powieść o młodej tenisistce, Emily Driver, autorstwa Rosie Rushton. Została wydana 25 października 2009 przez wydawnictwo Akapit-Press.

## Treść
Emily Driver jest najlepszą tenisistką w hrabstwie Sussex. Po kolejnym wygranym turnieju, podbiegają do niej dziennikarze i wypytują o jej odczucia po meczu. Jednym z nich jest Hugo Fraser – praktykant z gazety Evening Argus. Gdy chłopak zaczyna z nią wywiad, do szatni wchodzi matka Emily, Ruth, która oświadcza jej, iż Felix Fordyce – najlepszy trener w Wielkiej Brytanii chce się z nią widzieć. Felix przyznaje Emily stypendium swojej Akademii Tenisa i mówi jej, aby nie udzielała wywiadów. Wieczorem, dziewczyna idzie wraz z koleżanką, Charlie, na prywatkę do Viki. Tam spotyka Hugo. Emily zwierza mu się, iż ma dość tenisa, ale zastrzega, iż nie chce, aby ta rozmowa została opublikowana w gazecie. Potem skacze wraz z nim z muru, a Viki wszystko fotografuje.
Następnego dnia, Emily wraz z matką idzie na obiad do swojej babci, Alice, którą nazywa Lally. W rozmowie przy stole, dziewczyna mówi matce, że zamierza zrezygnować z tenisa i stypendium Feliksa Fordyce’a, gdyż chce zdać maturę i studiować na uniwersytecie, a później pracować dla UNICEF-u. Matka Emily zaczyna krzyczeć i stwierdza, że córka zamierza zmarnować sobie życie. Z kolei Lally, mówi wnuczce, aby szła za głosem serca i opowiada historię z czasów, gdy sama miała 16 lat.
Ojciec Alice ginie na wojnie. Jej matka pracuje w metrze, gdzie sprzedaje bilety. Uważa, że jej córka też powinna pójść do pracy, a nie do szkoły, bo jej ojciec oddał życie za kraj. Alice nie jest z tego zadowolona. Przychodzi do niej koleżanka, Violet, która wybiera się na tańce i zamierza wziąć koleżankę ze sobą. Dziewczynie niełatwo udaje się przekonać Alice, aby poszła, bo ta uważa, że będąc w żałobie, nie powinno się tańczyć. W końcu ulega i idzie na tańce z Violet. Spotykają tam amerykańskich żołnierzy. Jeden z nich, Zack, wpada w oko Alice. Ona jemu także się podoba. Zaczynają tańczyć i rozmawiają o życiu i wojnie. Obiecują sobie, iż będą do siebie pisać. Po paru miesiącach, Alice ma już duży zbiór listów od Zacka, ale jeszcze nie powiedziała matce o swoim ukochanym, ponieważ ta wciąż opowiada jej o Stanleyu. Po paru tygodniach, dziewczyna umawia się z Zackiem, a matce mówi, iż idzie do domu opieki. Nagle nad Londyn nadlatują bombowce i bombardują miasto. W tym strasznym wydarzeniu ginie matka Alice, o której śmierć, dziewczyna obwinia siebie. Dziewczyna mieszka teraz u państwa Turnbull, w pokoju Alfa, który zginął na wojnie. Do domu wraca Stanley i oświadcza się Alice. Ta godzi się na małżeństwo tylko z jednego powodu – Zack nie napisał do niej od dwóch lat.
Teraz Lally chce wyjść za Zacka. Mówi to córce i wnuczce, ale Ruth jest z tego powodu oburzona. Z kolei Emily bardzo się cieszy, ale jej humor znika, gdy dowiaduje się, że Lally wyjeżdża na ranczo w Montanie i tam zamieszka. Ale na szczęście, Emily udaje się wytłumaczyć matce swoje plany na przyszłość. Jednak Ruth wybucha. Postanawia opowiedzieć córce, jak było, gdy to ona chciała zrealizować swoje marzenia.
Ruth bardzo chce zostać sławną projektantką mody. Jest utalentowana plastycznie i wraz z koleżanką idzie do Thameside College of Art and Design po prospekt. Następnie umawia się z nią na wyjazd do Brighton. Choć rodzice jej na to nie pozwalają, dziewczyna jedzie do miasta wraz z bratem Susie i innym kolegami. Na miejscu, idą do kawiarni. Później chłopcy zaczynają się niebezpiecznie wygłupiać. Okazuje się, że w kawiarni kupili amfetaminę i są teraz pod jej wpływem. Na miejsce przyjeżdża policja i zabierają na komisariat chłopaków oraz Ruth i Susie. Dziewczęta wracają do Londynu. Matka i ojciec Ruth są na nią źli, bo złamała ich zakaz i tracą do niej zaufanie.
Po wysłaniu tej historii, Emily stwierdza, iż matka jest zakłamana, bo nie pozwala jej zrealizować własnych marzeń. Teraz Ruth postanawia założyć własną firmę, która zajmowałaby się dekorowaniem wnętrz, ale ma żal do matki i córki, bo nie uwzględniają jej w swoich planach. Lally wyjaśnia jej, iż pieniądze, które chciała przeznaczyć na Akademię Tenisa, może spokojnie wyłożyć na firmę.
Emily rozmawia z Hugo na temat artykułu o niej. Chłopak tłumaczy się, mówiąc, że to naczelny kazał mu oddać do druku wywiad z młodą tenisistką. Mimo to, nie udaje mu się jej udobruchać i w złości nazywa ją samolubną jedynaczką. Jednak po jakimś czasie godzą się i zostają parą.
Lally bierze ślub z Zackiem i wyjeżdża do Montany. Ruth świetnie idą interesy, a Emily jest zmęczona pisaniem rozprawek z ekonomii. Przychodzi do niej Hugo, który musi wracać do college’u. Rozmawia z Emily na temat przyszłości i obiecuje jej, iż będzie dla niego ważna nawet, gdy będzie już z powrotem w swojej szkole.

## Bohaterowie
- Emily Driver – 16-letnia tenisistka, która otrzymuje stypendium Akademii Tenisa Feliksa Fordyce’a. Jednak dziewczyna ma inne plany na przyszłość i odrzuca propozycję. Jest dziewczyną Hugo Frasera, który przeprowadził z nią wywiad po ostatnim wygranym turnieju.
- Ruth Driver – mama Emily. Jako nastolatka, chciała zostać projektantką mody, ale jej matka uważała, że powinna iść na uniwersytet. Po 38 latach, Ruth w końcu realizuje swoje marzenia – zostaje dekoratorką wnętrz. Bardzo chciała, aby Emily została gwiazdą tenisa, bo sama nie mogła być sławną osobą.
- Alice „Lally” Turnbull – 75-letnia babcia Emily. Postanawia wyjść za mąż za miłość swojego życia, amerykańskiego żołnierza z czasów II wojny światowej, Zacka. Uważa, iż Emily powinna iść za głosem serca, choć córce, Ruth, nie pozwoliła na bycie projektantką mody.
- Hugo Fraser – praktykant z Evening Argus. Przeprowadził wywiad z Emily, a następnie spotkali się na imprezie u Viki. Hugo opublikował swój artykuł, za co Emily była na niego wściekła. Teraz jest jej chłopakiem.
- Zack – był żołnierzem w czasie II wojny światowej. Jest Amerykaninem i miłością życia Lally, z którą ożenił się dopiero po 59 latach.
- Charlotte (Charlie) – przyjaciółka Emily.
- Viki – koleżanka Emily, która planuje pójść do college’u i zostaje przyjęta na praktyki w gazecie jako fotograf.
- Violet – przyjaciółka Lally z młodości. Pojawia się w jej opowieści.
- Dorothy Turnbull – matka Stanleya, babcia Ruth.
- Stanley Turnbull – mąż Alice, ojciec Ruth, występuje w opowieści Ruth i Alice.
- Susie – koleżanka Ruth z młodości.